# Class 323
De Class 323 is een in Groot-Brittannië gebruikt treinstel bestemd voor personenvervoer. De treinstellen worden onder meer gebruikt door Northern Rail en London Midland.

## Operatoren
| Class     | Operator       | Aantal gebouwd | Bouwjaar  | Aantal wagons per treinstel | Nummering                       |
| --------- | -------------- | -------------- | --------- | --------------------------- | ------------------------------- |
| Class 323 | London Midland | 43             | 1992–1993 | 3                           | 323201 - 323222 323240 - 323243 |
| Class 323 | Northern Rail  | 43             | 1992–1993 | 3                           | 323223 - 323239                 |